# Convención de las Naciones Unidas contra el Tráfico Ilícito de Estupefacientes y Sustancias Psicotrópicas
La Convención de las Naciones Unidas contra el Tráfico Ilícito de Estupefacientes y Sustancias Psicotrópicas (o Convención de 1988), adoptada el 20 de diciembre de 1988 en Viena, es el tercer tratado internacional que conforma el marco legal internacional para el control de drogas. Su objetivo fue la adopción de medidas más represivas para combatir todos los aspectos de la producción ilícita, posesión y tráfico de drogas al incrementarse la demanda de cannabis, cocaína (en forma de clorhidrato y crack) y heroína en Estados Unidos y Europa.
Junto con la Convención Única sobre Estupefacientes de 1961 y la Convención sobre sustancias psicotrópicas de 1971, la Convención contra el Tráfico Ilícito de 1988 conforma el sistema internacional de fiscalización de drogas vigente.
La Junta Internacional de Fiscalización de Estupefacientes publica y actualiza los precursores químicos fiscalizados en las dos Tablas de la Convención de 1988 en su Lista Roja.

## Países firmantes
Según la Junta Internacional de Fiscalización de Estupefacientes, en 2021, de los tres tratados de fiscalización internacional de drogas, la Convención de 1988, que tiene 191 partes (190 Estados y la Unión Europea), es el que cuenta con mayor número de ratificaciones.
La Junta informa que los países que aún no han ratificado ni se han adherido a la Convención son Guinea Ecuatorial, las Islas Salomón, Kiribati, Papúa Nueva Guinea, Somalia, Sudán del Sur y Tuvalu.